# Thomas Nagel
Thomas Nagel (Belgrado, 4 luglio 1937) è un filosofo serbo naturalizzato statunitense.

## Biografia
Conseguito nel 1958 il baccellierato in filosofia all'Università Cornell, nel 1963 ottenne il dottorato all'Università di Harvard, dove ebbe per professore John Rawls.
Nel 1963 cominciò a insegnare all'Università della California a Berkeley, passando nel 1966 all'Università di Princeton. Nel 1980 fu nominato professore ordinario di filosofia e diritto all'Università di New York. Nel 2008, ha ricevuto il premio Rolf Schock, il premio Balzan e il dottorato onorario dall'Università di Oxford.
Nel 2016, con il suo collocamento a riposo per sopraggiunti limiti di età, è stato nominato professore emerito di filosofia e diritto. È membro dell'accademia statunitense delle arti e delle scienze.

## Pensiero
Si è occupato in particolare di filosofia della mente, filosofia morale e filosofia politica.
Il suo articolo del 1974 (Cosa si prova ad essere un pipistrello?), in cui sostiene l'irriducibilità della coscienza all'attività cerebrale, è stato uno dei più influenti scritti di filosofia della mente degli anni Settanta.

## Opere
- Thomas Nagel, Questioni mortali, a cura di Salvatore Veca, Milano, il Saggiatore, 1986.
- Thomas Nagel, Uno sguardo da nessun luogo, a cura di Salvatore Veca, Milano, il Saggiatore, 1986.
- Thomas Nagel, Una brevissima introduzione alla filosofia, a cura di Salvatore Veca, Milano, il Saggiatore, 1989.
- Thomas Nagel, I paradossi dell'uguaglianza, Milano, il Saggiatore, 1993.
- Thomas Nagel, La possibilità dell'altruismo, Bologna, il Mulino, 1994.
- Thomas Nagel, L'ultima parola, traduzione di Giovanna Bettini, Milano, Giangiacomo Feltrinelli Editore, 1999.
- Thomas Nagel, È possibile una giustizia globale?, introduzione di Salvatore Veca, Roma-Bari, Editori Laterza, 2009.
- Thomas Nagel, Cosa si prova ad essere un pipistrello?, traduzione di Teodoro Falchi, Roma, Castelvecchi, 2013.
- Thomas Nagel, Mente e cosmo, edizione italiana a cura di Michele Di Francesco, Milano, Raffaello Cortina Editore, 2015.